# Stagecoach (Texas)
Stagecoach è un centro abitato degli Stati Uniti d'America situato nella contea di Montgomery dello Stato del Texas.
La popolazione era di 538 persone al censimento del 2010.

## Geografia fisica
Stagecoach è situata a 30°08′34″N 95°42′40″W (30.142858, -95.711232).
Secondo lo United States Census Bureau, ha un'area totale di 1,2 miglia quadrate (3,1 km²), di cui 1,1 miglia quadrate (2,8 km²) di terreno e 0,1 miglia quadrate (0,26 km², 4.20%) d'acqua.

## Società

### Evoluzione demografica
Secondo il censimento del 2000, c'erano 455 persone, 155 nuclei familiari e 137 famiglie residenti nella città. La densità di popolazione era di 399,9 persone per miglio quadrato (154,1/km²). C'erano 162 unità abitative a una densità media di 142,4 per miglio quadrato (54,9/km²). La composizione etnica della città era formata dal 96,48% di bianchi, lo 0,44% di afroamericani, lo 0,22% di nativi americani, e il 2,86% di due o più etnie. Ispanici o latinos di qualunque razza erano il 4,40% della popolazione.
C'erano 155 nuclei familiari di cui il 38,7% aveva figli di età inferiore ai 18 anni, l'80,6% aveva coppie sposate conviventi, il 5,8% aveva un capofamiglia femmina senza marito, e l'11,0% erano non-famiglie. Il 9,0% di tutti i nuclei familiari erano individuali e il 3,9% aveva componenti con un'età di 65 anni o più che vivevano da soli. Il numero di componenti medio di un nucleo familiare era di 2,94 e quello di una famiglia era di 3,11.
La popolazione era composta dal 26,8% di persone sotto i 18 anni, il 5,5% di persone dai 18 ai 24 anni, il 28,4% di persone dai 25 ai 44 anni, il 31,6% di persone dai 45 ai 64 anni, e il 7,7% di persone di 65 anni o più. L'età media era di 41 anni. Per ogni 100 femmine c'erano 92,8 maschi. Per ogni 100 femmine dai 18 anni in giù, c'erano 93,6 maschi.
Il reddito medio di un nucleo familiare era di 68.750 dollari e quello di una famiglia era di 76.353 dollari. I maschi avevano un reddito medio di 58.750 dollari contro i 37.614 dollari delle femmine. Il reddito pro capite era di 30.128 dollari. Circa il 5,5% delle famiglie e il 5,8% della popolazione erano sotto la soglia di povertà, incluso il 3,1% di persone sotto i 18 anni e l'1,9% di persone di 65 anni o più.

## Istruzione
Stagecoach è servita dal Magnolia Independent School District.